# رابرت اشر
رابرت اَشر (انگلیسی: Robert Asher؛ ‏ ۱ ژانویهٔ ۱۹۱۵ – ۱ ژانویهٔ ۱۹۷۹) کارگردان فیلم، و کارگردان تلویزیونی اهل بریتانیا بود.

## فیلم‌شناسی
- به دنبال یک ستاره (۱۹۵۹)
- برای من را بساز مینک (۱۹۶۰)
- نورمن در فضا (۱۹۶۰)
- او مجبور خواهد شد که برود (۱۹۶۲)
- در ضرب (۱۹۶۲)
- قصاب‌باشی (۱۹۶۳)
- مردان باهوش (۱۹۶۵)
- سحرخیز (۱۹۶۵)
- فشار زمان (۱۹۶۶)